# Hala Sportowo-Widowiskowa Gdynia
Die Hala Sportowo-Widowiskowa Gdynia (deutsch Sport- und Veranstaltungshalle Gdynia) ist eine Mehrzweckhalle in der nordpolnischen Stadt Gdynia, Woiwodschaft Pommern. Die Hauptnutzer sind die Männermannschaft des Basketballclubs Asseco Prokom Gdynia (Polnische Basketball-Liga) und der Frauenmannschaft Lotos Gdynia (Polnische Frauen-Basketball-Liga) sowie der Frauen-Handballmannschaft Łączpol Gdynia (Polnische Frauen-Handball-Liga). Die Zuschauerkapazität beläuft sich auf 4.334 Plätze. Sie liegt unweit nördlich des GOSiR-Stadions. 

## Geschichte
Die Errichtung der Halle begann Mitte 2004 und am 23. Juli des Jahres war die Grundsteinlegung. Die Fertigstellung war für den Jahreswechsel 2005/06 vorgesehen. Nach auftretenden Mängeln (Fehler bei der Berechnung der Baustatik und möglicher Einsturzgefahr) in den Planungen wurde der Bau unterbrochen und im April 2008 fortgesetzt. Zum Ende des Jahres am 22. Dezember konnte die Arena feierlich eröffnet werden. Die anfänglich veranschlagten Baukosten von 45 Mio. Złoty verdoppelten sich fast auf 86 Mio. Złoty. Die Veranstaltungsstätte ist größtenteils von einem begrünten Wall umgeben. Über das Dach zieht sich ein Streifen aus Glas-Elementen; er lässt Tageslicht in die Halle. In der Halle stehen u. a. Umkleidekabinen für Spieler, Trainer, Schiedsrichter und auftretende Künstler zur Verfügung. Des Weiteren medizinische Räume, ein Fitnessstudio, eine Sauna sowie ein Restaurant, ein Pressezentrum und Konferenzräume. Die Halle wird mit einer Beleuchtungsstärke von 2.800 Lux ausgeleuchtet; dies ermöglicht Übertragungen im hochauflösenden Fernsehen. Vor der Halle stehen 450 Autoparkplätze und 10 Busstellplätze bereit.
Das erste Sportereignis in dem Neubau war ein Basketballspiel der Euroleague Women zwischen Lotos Gdynia und Fenerbahçe Istanbul am 30. Januar 2009. Die Halle erfüllt die Anforderungen des Basketball-Weltverbandes FIBA. Neben den Spielen der drei Heimmannschaften Asseco Prokom Gdynia, Lotos Gdynia und Łączpol Gdynia finden Volleyballspiele der polnischen Frauennationalmannschaft, Handballspiele (u. a. Frauen-Länderspiele), Kickbox-Veranstaltungen (Beast of the East 2009 und 2010), Boxen und Konzerte und Unterhaltungsveranstaltungen (z. B. The Sweet, Slade, Smokie, Lord of the Dance, Electric Light Orchestra, Disney-Konzert) statt.

## Bilder
| 0Baustelle Juli 2008       | 0Die Dachkonstruktion | 0Eingang der Halle | 0Innenraum |
| Baustelle am 24. Juli 2008 | Dach der Halle        | Eingang der Halle  | Innenraum  |